# Atydina atyoides
Atydina atyoides е вид десетоного от семейство Atyidae.

## Разпространение
Този вид е разпространен в Индонезия.